# Rhamphinina discalis
Rhamphinina discalis là một loài ruồi trong họ Tachinidae.